# Castelvetrano
Castelvetrano é uma comuna italiana da região da Sicília, província de Trapani, com cerca de 27.243 habitantes. Estende-se por uma área de 206 km², tendo uma densidade populacional de 132 hab/km². Faz fronteira com Campobello di Mazara, Mazara del Vallo, Menfi (AG), Montevago (AG), Partanna, Salemi, Santa Ninfa.

## Demografia
| Variação demográfica do município entre 1861 e 2011                               |
|                                                                                   |
| Fonte: Istituto Nazionale di Statistica (ISTAT) - Elaboração gráfica da Wikipedia |